# Gauliga Altmark
Die Gauliga Altmark (auch 1. Klasse Altmark) war eine der obersten Fußballligen des Verbandes Mitteldeutscher Ballspiel-Vereine (VMBV). Sie wurde 1910 ins Leben gerufen und bestand bis zur Auflösung des VMBV 1933. Der Sieger qualifizierte sich für die Endrunde der mitteldeutschen Fußballmeisterschaft. Das Gebiet erstreckte sich 1933 auf die Landkreise Stendal, Salzwedel, Osterburg, Gardelegen, Dannenberg und Westprignitz-Wittenberge.

## Überblick
Der Gau Altmark wurde 1910 gegründet, in der ersten Saison nahmen acht Mannschaften verteilt auf zwei Gruppen teil. Ab 1911/12 erfolgte die Austragung der obersten Spielklasse in einer Gruppe mit acht Mannschaften. Auf Grund des Beginns des Ersten Weltkriegs stockte verbandsweit ser Spielbetrieb. Im Gau Altmark entfielen die Spielzeiten 1914/15 und 1915/16, erst zur Saison 1916/17 wurden die Verbandsspiele wieder aufgenommen. Die weiteren Kriegsmeisterschaften fanden statt.
Im Zuge der Spielklassenreform des VMBV 1919 war die Gauliga Altmark nur noch zweitklassig. Mit der Kreisliga Elbe wurde eine neue oberste Spielklasse geschaffen, die neben dem Gau Altmark noch die Gaue Anhalt, Harz und Mittelelbe beinhaltete und von den Magdeburger Vereinen aus Mittelelbe dominiert wurde. Viktoria Stendal war der einzige Verein aus dem Gau Altmark, der sich in der erstklassigen Kreisliga Elbe halten konnte. Zur Spielzeit 1923/24 wurden die Kreisligen wieder abgeschafft, fortan war die Gauliga Altmark bis 1933 erneut erstklassig und wurde mit zehn Teilnehmern ausgetragen. Zur Spielzeit 1930/31 wurde die Gauliga Jeetze an den Gau Altmark angeschlossen, die Liga wurde daraufhin in zwei Staffeln (Altmark und Jeetze) ausgetragen, die beiden Staffelsieger spielten in einem Finale die Gaumeisterschaft aus. 1932/33 wurden beide Staffeln zu einer Liga zusammengeführt.
Im Zuge der Gleichschaltung wurde der VMBV und demzufolge auch die Gauliga Altmark, wenige Monate nach der Machtübernahme der Nationalsozialisten im Jahre 1933 aufgelöst. Die überwiegende Anzahl der Vereine wurden dem Fußballgau Mitte zugeordnet, erhielten aber keinen Startplatz für die erstklassige Gauliga Mitte. Die Wittenberger Vereine wurden hingegen dem Fußballgau Berlin-Brandenburg zugeordnet.
Die Gauliga Altmark wurde von Viktoria Stendal dominiert, der sich insgesamt neun Gaumeisterschaften sichern konnte. Herta Wittenberge gewann in den 1910ern und 1920ern insgesamt dreimal die Meisterschaft. Anfang der 1930er dominierte Singer Wittenberge die Liga und gewann den Meistertitel in den letzten beiden Spieljahren. Jeweils einmal zu Meisterschaftsehren kamen Preußen Stendal, Minerva Wittenberge und Saxonia Tangermünde.

## Einordnung
Die übermäßige Anzahl an erstklassigen Gauligen innerhalb des VMBVs hatte eine Verwässerung des Spielniveaus verursacht, es gab teilweise zweistellige Ergebnisse in den mitteldeutschen Fußballendrunden. Die Vereine aus der Gauliga Altmark gehörten anfangs zu den spielschwächsten Vereinen im Verband. In den beiden mitteldeutschen Fußballendrunden vor dem Ersten Weltkrieg, an denen Vertreter aus dem Gau Altmark teilnahmen, verloren diese in ihrer jeweiligen ersten Spielrunde gar zweistellig (1910/11 0:12 und 1911/12 1:12 gegen den FuCC Cricket-Viktoria 1897 Magdeburg). Ab Anfang der 1920er konnten die Gaumeister Altmarks dann zumindest in einigen Spielzeiten die erste Spielrunde überstehen. 1923/24 (1:2 nach Verlängerung gegen FV Fortuna Magdeburg) und 1928/29 (2:3 nach Verlängerung gegen Cricket-Viktoria Magdeburg) scheiterte Viktoria Stendal nur knapp in der zweiten Runde der mitteldeutschen Fußballendrunde.
Auch in der ab 1933 eingeführten Gauligen konnte sich bis 1944 kein Verein aus dem ehemaligen Gau Altmark qualifizieren.

## Meister der Gauliga Altmark 1911–1933
| Jahr    | Gaumeister Altmark          | Abschneiden mitteldt. Meisterschaft a | Mitteldeutscher Meister       |
| ------- | --------------------------- | ------------------------------------- | ----------------------------- |
| 1910/11 | Preußen Stendal             | Viertelfinale (2)                     | VfB Leipzig                   |
| 1911/12 | FC Minerva 1909 Wittenberge | 1. Runde (1)                          | SpVgg 1899 Leipzig-Lindenau   |
| 1912/13 | Viktoria Stendal            | keine Teilnahme                       | VfB Leipzig                   |
| 1913/14 | Herta Wittenberge           | keine Teilnahme                       | SpVgg 1899 Leipzig-Lindenau   |
| 1914/15 | keine Spielbetrieb          | keine Spielbetrieb                    | keine mitteldeutsche Endrunde |
| 1915/16 | keine Spielbetrieb          | keine Spielbetrieb                    | FC Eintracht Leipzig          |
| 1916/17 | Viktoria Stendal b          | Vorrunde (1) b                        | Hallescher FC 1896            |
| 1917/18 | Herta Wittenberge           | Vorrunde (1)                          | VfB Leipzig                   |
| 1918/19 | Viktoria Stendal            | Vorrunde (1)                          | Hallescher FC 1896            |
| 1919/20 | Kreisliga Elbe              | Kreisliga Elbe                        | VfB Leipzig                   |
| 1920/21 | Kreisliga Elbe              | Kreisliga Elbe                        | FC Wacker Halle               |
| 1921/22 | Kreisliga Elbe              | Kreisliga Elbe                        | SpVgg 1899 Leipzig-Lindenau   |
| 1922/23 | Kreisliga Elbe              | Kreisliga Elbe                        | SV Guts Muts Dresden          |
| 1923/24 | Viktoria Stendal            | 2. Runde (2)                          | SpVgg 1899 Leipzig-Lindenau   |
| 1924/25 | Viktoria Stendal c          | 2. Runde (2) c                        | VfB Leipzig                   |
| 1925/26 | Herta Wittenberge           | 2. Runde (2)                          | Dresdner SC                   |
| 1926/27 | Viktoria Stendal            | 1. Zwischenrunde (2)                  | VfB Leipzig                   |
| 1927/28 | Saxonia Tangermünde         | 1. Vorrunde (1)                       | FC Wacker Halle               |
| 1928/29 | Viktoria Stendal            | 2. Vorrunde (2)                       | Dresdner SC                   |
| 1929/30 | Viktoria Stendal            | 1. Vorrunde (1)                       | Dresdner SC                   |
| 1930/31 | Viktoria Stendal d          | 1. Vorrunde (1) d                     | Dresdner SC                   |
| 1931/32 | Singer TuSV Wittenberge     | 1. Vorrunde (1)                       | PSV Chemnitz                  |
| 1932/33 | Singer TuSV Wittenberge     | 1. Runde (1)                          | Dresdner SC                   |

## Rekordmeister
Rekordmeister der Gauliga Altmark ist Viktoria Stendal, der den Titel neun Mal gewinnen konnten.
|  | Verein                      | Titel | Jahr                                                                            |
|  | --------------------------- | ----- | ------------------------------------------------------------------------------- |
|  | Viktoria Stendal            | 9     | 1912/13, 1916/17, 1918/19, 1923/24, 1924/25, 1926/27, 1928/29, 1929/30, 1930/31 |
|  | Herta Wittenberge           | 3     | 1913/14, 1917/18, 1925/26                                                       |
|  | Singer Wittenberge          | 2     | 1931/32, 1932/33                                                                |
|  | Preußen Stendal             | 1     | 1910/11                                                                         |
|  | FC Minerva 1909 Wittenberge | 1     | 1911/12                                                                         |
|  | Saxonia Tangermünde         | 1     | 1927/28                                                                         |

## Ewige Tabelle
Berücksichtigt sind alle überlieferten Spielzeiten der erstklassigen Gauliga Altmark von 1910 bis 1933. In den Spielzeiten 1910/11 und 1917/18 sind nur die Teilnehmer überliefert, die Spielzeit 1918/19 ist nicht überliefert. In der Saison 1911/12 kam es zu einem Spiel, welches als Niederlage für beide Mannschaften gewertet wurde, daher gibt es mehr Gegen- als Pluspunkte. Zu dem weicht die Tordifferenz der Abschlusstabelle aus dieser Spielezeit ab.
| Pl. | Verein                                          | Jahre | Sp. | S   | U  | N   | T+  | T-  | Diff. | Punkte  | Ø-Pkt. | Titel   | Spielzeiten                     |
| --- | ----------------------------------------------- | ----- | --- | --- | -- | --- | --- | --- | ----- | ------- | ------ | ------- | ------------------------------- |
| 1.  | Viktoria Stendal                                | 16    | 217 | 155 | 28 | 34  | 826 | 286 | +540  | 338:96  | 1,56   | 9       | 1910–1914, 1916–1918, 1923–1933 |
| 2.  | Hertha Wittenberge/ TSV Wittenberge             | 16    | 217 | 134 | 20 | 63  | 746 | 437 | +309  | 288:146 | 1,33   | 3       | 1910–1914, 1916–1918, 1923–1933 |
| 3.  | Saxonia Tangermünde                             | 16    | 216 | 132 | 21 | 63  | 726 | 400 | +326  | 285:147 | 1,32   | 1       | 1910–1914, 1916–1918, 1923–1933 |
| 4.  | Preußen Stendal/ Stendaler BC/ SuS 1910 Stendal | 14    | 210 | 95  | 22 | 93  | 524 | 519 | +5    | 212:208 | 1,01   | 1       | 1910–1914, 1923–1933            |
| 5.  | VfL Gardelegen                                  | 10    | 172 | 64  | 23 | 85  | 418 | 508 | −90   | 151:193 | 0,88   | 0       | 1923–1933                       |
| 6.  | FC Siegfried Wahrburg                           | 11    | 160 | 61  | 25 | 74  | 417 | 436 | −19   | 147:173 | 0,92   | 0       | 1916–1918, 1923–1932            |
| 7.  | Minerva Wittenberge                             | 16    | 202 | 58  | 19 | 125 | 397 | 705 | −308  | 135:269 | 0,67   | 1       | 1910–1914, 1916–1918, 1923–1933 |
| 8.  | Wittenberger SV 1888                            | 9     | 158 | 49  | 11 | 98  | 308 | 494 | −186  | 109:207 | 0,69   | 0       | 1923–1931, 1932/33              |
| 9.  | Singer TuSV Wittenberge                         | 3     | 55  | 37  | 7  | 11  | 177 | 92  | +85   | 81:29   | 1,47   | 2       | 1930–1933                       |
| 10. | FV Fortuna Tangermünde                          | 5     | 88  | 24  | 9  | 55  | 144 | 323 | −179  | 57:119  | 0,65   | 0       | 1926–1929, 1931–1933            |
| 11. | SV Wustrow                                      | 3     | 41  | 25  | 5  | 11  | 104 | 60  | +44   | 55:27   | 1,34   | 0       | 1930–1933                       |
| 12. | SpV Eichstedt-Goldbeck                          | 5     | 88  | 22  | 11 | 55  | 158 | 286 | −128  | 55:121  | 0,63   | 0       | 1927–1932                       |
| 13. | FC 09 Salzwedel                                 | 4     | 41  | 23  | 6  | 12  | 110 | 80  | +30   | 52:30   | 1,27   | 0       | 1913/14, 1930–1933              |
| 14. | RBC 1909 Rathenow                               | 5     | 43  | 19  | 5  | 19  | 96  | 106 | −10   | 43:43   | 1      | 0       | 1910–1914, 1916/17              |
| 15. | Germania Tangerhütte                            | 5     | 85  | 12  | 8  | 65  | 125 | 384 | −259  | 32:138  | 0,38   | 0       | 1923–1926, 1929–1931            |
| 16. | VfB 07 Klötze                                   | 2     | 20  | 10  | 1  | 9   | 63  | 60  | +3    | 21:19   | 1,05   | 0       | 1930–1932                       |
| 17. | SV Eintracht Salzwedel                          | 2     | 20  | 7   | 3  | 10  | 64  | 40  | +24   | 17:23   | 0,85   | 0       | 1930–1932                       |
| 18. | FC Pfeil Rathenow                               | 2     | 24  | 7   | 0  | 17  | 38  | 76  | −38   | 14:34   | 0,58   | 0       | 1912–1914                       |
| 19. | FC Spartanus 06 Rathenow                        | 4     | 19  | 5   | 2  | 12  | 24  | 53  | −29   | 12:26   | 0,63   | 0       | 1910–1912, 1916–1918            |
| 20. | FC Hohenzollern Stendal                         | 2     | 7   | 4   | 2  | 1   | 8   | 5   | +3    | 10:40   | 1,43   | 0       | 1916–1918                       |
| 21. | TG Jahn Welfen Stendal                          | 1     | 18  | 2   | 1  | 15  | 11  | 47  | −36   | 5:31    | 0,28   | 0       | 1924/25                         |
| 22. | TSV Immekath                                    | 1     | 12  | 1   | 0  | 11  | 12  | 48  | −36   | 2:22    | 0,17   | 0       | 1930/31                         |
| 23. | SC Arendsee                                     | 1     | 12  | 1   | 0  | 11  | 16  | 65  | −49   | 2:22    | 0,17   | 1930/31 |                                 |
| 24. | Rathenower FC 1909                              | 1     | 0   | 0   | 0  | 0   | 0   | 0   | ±0    | 0:0     | 0      | 0       | 191011                          |
| 25. | Teutonia Osterburg                              | 1     | 0   | 0   | 0  | 0   | 0   | 0   | ±0    | 0:0     | 0      | 0       | 1923/24                         |